# 高梁市立有漢中学校
高梁市立有漢中学校（たかはししりつ うかんちゅうがっこう）は、　かつて岡山県高梁市有漢町にあった公立中学校。高梁川の支流有漢川の西岸に位置し、標高184.6mの三角点が敷地にある。

## 沿革
- 1947年（昭和22年）4月 - 有漢村上有漢村組合立有漢中学校設立。28日仮開校式、5月開校[3]。
- 1949年（昭和24年） - 校歌制定[3]。
- 1950年（昭和25年） - 上有漢小（現・有漢東小）の一部を借り上有漢分校を設立[3]。
- 1951年（昭和26年） - 上有漢分校校舎新築[3]。
- 1955年（昭和30年） - 統合校舎新築、上有漢分校を統合[3]。
- 1956年（昭和31年） - 上有漢村・有漢村の両村合併により有漢町発足、有漢町立有漢中学校と改称[3]。
- 2004年（平成16年）10月1日 - 高梁市との合併により高梁市立有漢中学校と改称。
- 2025年（令和7年）3月31日 - 高梁市立有漢東小学校と統合により廃校

## 学区
高梁市有漢町（旧上房郡有漢町）全域である

## 進学前小学校
- 高梁市立有漢東小学校